# نهر المكرية
نهر المكرية أو نهر الشاه نهر بعد نهر التاجية، وجاء بعد تداول السنين والأعوام إثر طم نهر التاجية الذي آل إلى الخراب، فأصدر الشاه طهماسب الصفوي سنة 943 الأمر بحفر نهر من الفرات إلى الكوفة ثم إلى النجف، غير أنه لم يتوفق لذلك، فإنه قد وصل إلى قرب المكان المعروف : بالنمرود، ووقف العمل، ويعرف النهر بنهر الطهماسية، نسبة إلى الشاه طهماسب، فصحف إلى الطهمازية، ثم إنه لما جاء الشاه عباس الأول إلى النجف لزيارة مقام الإمام علي أمير المؤمنين () سنة 1032 أمر بتنظيف النهر الذي حفره الشاه إسماعيل الأول من الفرات سنة زيارته مرقد جده الإمام علي (  ) وهي سنة 914، حيث أنه قد طم في زمن محاصرة الروم أرض النجف أيام السلطان سليم، فحفر وعمر وجرى الماء فيه حتى دخل مسجد الكوفة، ومعرفة هذا النهر بنهر الشاه، ترجع إلى الشاه عباس المذكور.